# Leptopelis yaldeni
Leptopelis yaldeni är en groddjursart som beskrevs av Malcolm Largen 1977. Leptopelis yaldeni ingår i släktet Leptopelis och familjen Arthroleptidae. IUCN kategoriserar arten globalt som nära hotad. Inga underarter finns listade i Catalogue of Life.